# Ascension (álbum de John Coltrane)
Ascension é um álbum de estúdio do músico de jazz John Coltrane. Foi gravado em 1965 e lançado em 1966, pela Impulse! Records.
| Críticas profissionais                                                      | Críticas profissionais |
| Avaliações da crítica                                                       | Avaliações da crítica  |
| Fonte                                                                       | Avaliação              |
| --------------------------------------------------------------------------- | ---------------------- |
| Allmusic                                                                    | [ 1 ]                  |
| Esta tabela precisa de ser acompanhada por texto em prosa. Consulte o guia. |                        |

## Faixas
1. "Ascension" Edition II – 40:23
2. "Ascension" Edition I – 38:31

## Ordem dos solistas e dos temas
Edition II (40:25)
1. (Tema de abertura)
2. Solo de Coltrane (3:10–5:48)
3. (Tema)
4. Johnson (7:45–9:30)
5. (Tema)
6. Solo de Sanders (11:55–14:25)
7. (Tema)
8. Solo de Hubbard (15:40–17:40)
9. (Tema)
10. Solo de Tchicai (18:50–20:00)
11. (Tema)
12. Solo de Shepp (21:10–24:10)
13. (Tema)
14. Solo de Brown (25:10–27:16)
15. (Tema)
16. Tyner solo (29:55–33:26)
17. Dueto de Davis, Garrison (33:26–35:50)
18. (Concluding Ensemble)

Edition I
1. (Tema de abertura)
2. Solo de Coltrane
3. Solo de Johnson
4. Solo de Sanders
5. Solo de Hubbard
6. Solo de Shepp
7. Solo de Tchicai
8. Solo de Brown
9. Solo de Tyner
10. Dueto de Davis, Garrison
11. Solo de Jones
12. (Tema de finalização)

## Músicos
- Marion Brown - sax alo
- John Coltrane - sax tenor;
- Art Davis – baixo;
- Jimmy Garrison – baixo;
- Freddie Hubbard – trompete;
- Dewey Johnson – trompete;
- Elvin Jones – bateria;
- Pharoah Sanders – sax tenor;
- Archie Shepp – sax tenor;
- John Tchicai – sax alto;
- McCoy Tyner – piano.